# Inuyama
Inuyama (jap. 犬山市 Inuyama-shi) – miasto położone nad rzeką Kiso w Japonii, w prefekturze Aichi, na wyspie Honsiu.

## Położenie
Miasto leży w północnej części prefektury, nad rzeką Kiso. Przez miasto przepływa rzeka Gojō, wzdłuż której rośnie sakura i jest znanym miejscem jej oglądania na wiosnę.

## Historia
1 października 1889 roku wieś Inaoki stała się miasteczkiem Inuyama. 1 kwietnia 1954 roku Inuyama zdobyła status miasta.

## Zabytki dziedzictwa narodowego

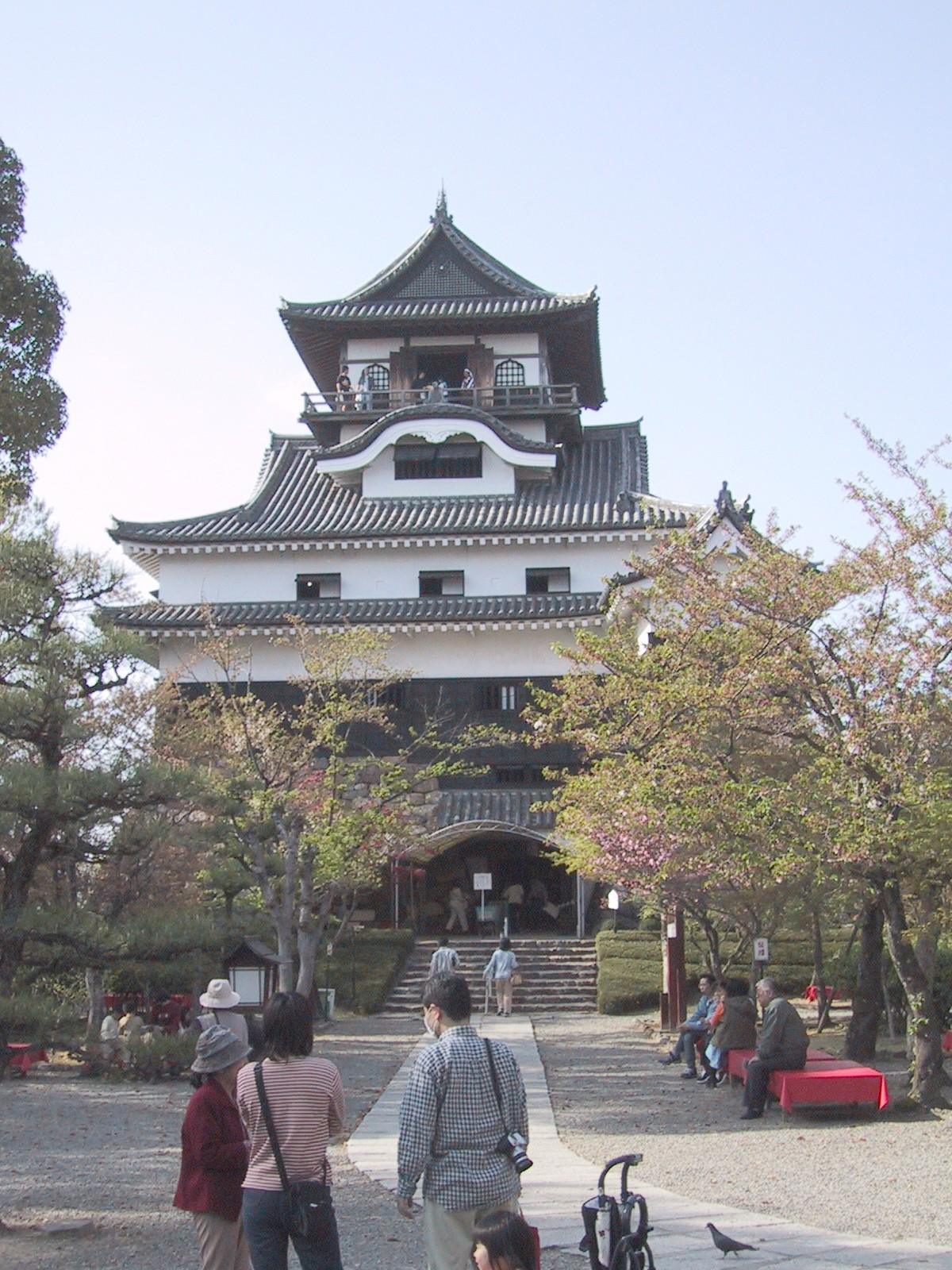
Zamek Inuyama

- Zamek Inuyama
- Park Uraku i Herbaciarnia Jo-en

## Pozostałe rzeczy godne zwiedzenia
- Połowy ryb z kormoranami
- Muzeum Meiji-Mura
- Muzeum "Mały Świat"
- Japoński Małpi Park
- Zbiornik Iruka
- Park Momotaro
- Muzeum Rękodzieła Inuyama
- Karakuri Museum
- Spływ tratwą po "Japońskim Renie"
- Trasy spacerowe Tokai
- Muzeum Donden
- Antyczny kurhan Aotsuka
- "Słodki" Pałac
- Rezydencja rodziny Okumura

## Edukacja
- Nagoya Keizai University

## Populacja
Zmiany w populacji Inuyamy w latach 1970–2015:
| Rok  | Populacja |
| ---- | --------- |
| 1970 | 50 594    |
| 1980 | 64 614    |
| 1990 | 69 801    |
| 2000 | 72 583    |
| 2010 | 75 151    |
| 2015 | 74 308    |

## Miasta partnerskie
- Japonia: Tateyama w prefekturze Toyama – 1973,
- Stany Zjednoczone: Davis